# Domingo Blanco
Domingo Blanco, né le 22 avril 1995 à Punta Alta en Argentine, est un footballeur argentin qui évolue au poste de milieu central au Club Tijuana.

## Biographie

### En club
Natif de Punta Alta en Argentine, Domingo Blanco est formé au Club Olimpo. Il rejoint en février 2015 l'un des clubs les plus importants du pays, le CA Independiente. Il fait ses premiers pas en professionnel le 17 avril 2016, à l'occasion d'un match de championnat face au Vélez Sarsfield. Son équipe s'impose par deux buts à zéro ce jour-là.
En mars 2017 il prolonge son contrat avec l'Independiente jusqu'en 2021.
Il est prêté à Defensa y Justicia durant la saison 2018-2019.

### En équipe nationale
En mars 2019, il fait partie de la liste des 30 joueurs retenus par Lionel Scaloni, le sélectionneur de l'équipe nationale d'Argentine, pour les matchs contre le Venezuela et le Maroc. Blanco fait sa première apparition sous le maillot de L'Albiceleste lors de ce premier match contre le Venezuela, le 22 mars 2019, où il entre en jeu à la place de Lisandro Martínez. Les Argentins s'inclinent lors de cette rencontre (3-1).

## Palmarès
Independiente
- Copa Sudamericana (1) :
  - Vainqueur : 2017.